# Kasteel Walferdange

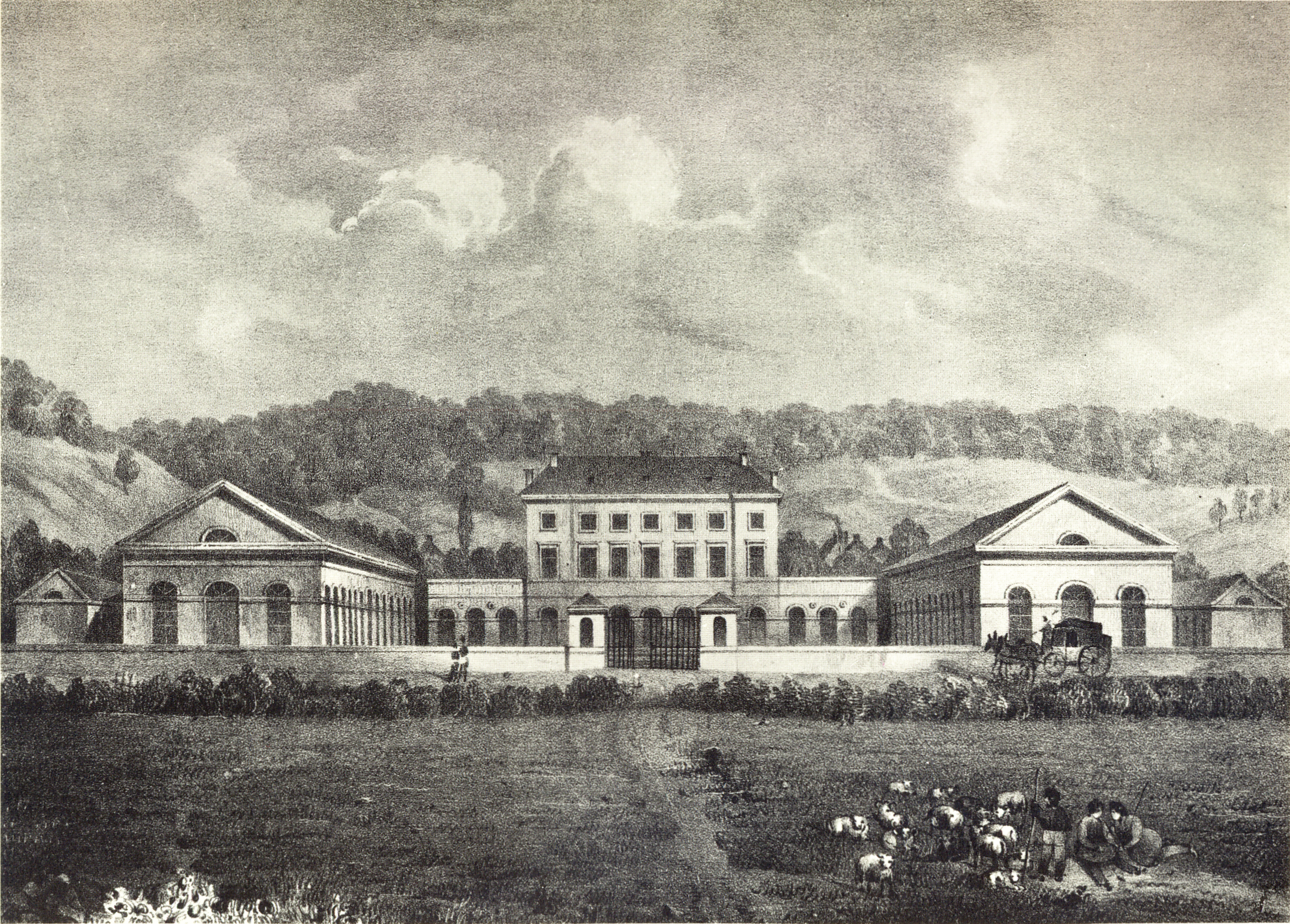
Tekening van Nicolas Liez (1834).

Kasteel Walferdange (Duits: Schloss Walferdingen) is een kasteel gelegen in de Luxemburgse gemeente Walferdange.
Het kasteel werd oorspronkelijk door koning Willem I als paardenstoeterij gebouwd.
In dit kasteel woonde tussen 1850-1879 Hendrik der Nederlanden, de toenmalige stadhouder van Luxemburg. Na de onafhankelijkheid van Luxemburg in 1890 hebben er verschillende Groothertogen gewoond. Later is het een brandweerkazerne geweest en sinds 2003 is het onderdeel van de campus van Walferdange. Deze campus is onderdeel van de Universiteit van Luxemburg.